# Herbita ruadhanaria
Herbita ruadhanaria là một loài bướm đêm trong họ Geometridae.